# Filmographie de Joaquin Phoenix

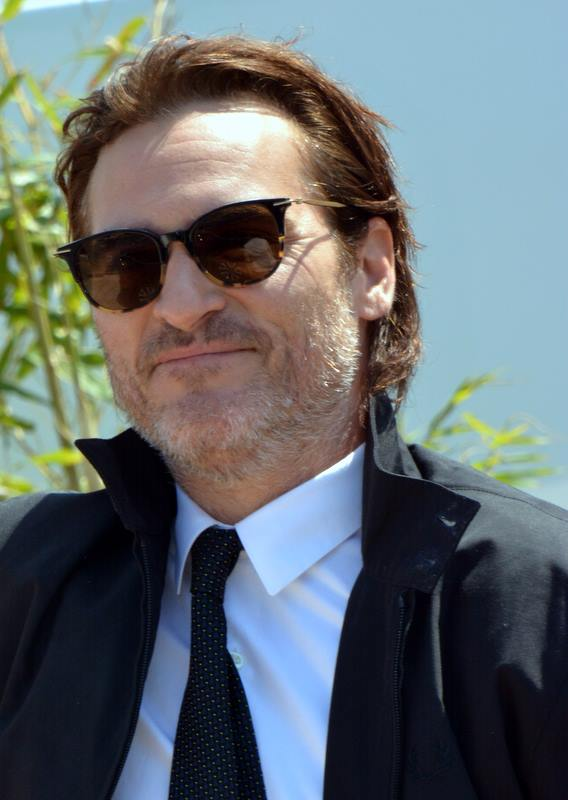
Phoenix au Festival de Cannes en 2017

Joaquin Phoenix est un acteur américain qui a commencé sa carrière à la télévision alors qu'il n'était qu'un enfant. Il est apparu dans les séries télévisées Seven Brides for Seven Brothers (en) (1982) et Backwards: The Riddle of Dyslexia (en)(1984) avec son frère River Phoenix, et dans un épisode d'Arabesque (1984) avec sa sœur Summer Phoenix. 
Il fait ses débuts au cinéma dans Cap sur les étoiles (1986) et a son premier rôle principal dans Russkies (1987). Son premier grand film est la comédie dramatique de Ron Howard Portrait craché d'une famille modèle (1989), avec Steve Martin. Pendant sa jeunesse, on l'appelle du prénom qu'il s'est choisi, Leaf Phoenix. Six ans plus tard, il reprend le nom de Joaquin et partage l'affiche avec Nicole Kidman dans la comédie dramatique policière dirigée par Gus Van Sant, Prête à tout (1995), un succès critique. En 1997, Phoenix partage la vedette avec Sean Penn dans le thriller policier d'Oliver Stone, U Turn, et avec Liv Tyler dans le film Les Années rebelles. Phoenix joue dans la comédie policière Clay Pigeons (1998), Loin du paradis au Paradis (1998) et a un rôle dans le thriller 8 millimètres (1999) avec Nicolas Cage. 
Son premier rôle, en 2000, est sa première collaboration avec le réalisateur James Gray dans le film policier The Yards. Il a ensuite joué des seconds rôles dans l'épopée historique dirigée par Ridley Scott, Gladiator, aux côtés de Russell Crowe, et un prêtre (abbé de Coulmier) dans le film historique Quills, la plume et le sang (2000) dirigé par Philip Kaufman, aux côtés de Geoffrey Rush. Pour son rôle du méchant Commodus, dans le premier film, Phoenix est cité pour l'Oscar du meilleur second rôle. 
L'année suivante, il joue dans une satire de l'armée américaine, Buffalo Soldiers (2001). Il a tourné avec Mel Gibson dans le thriller de science-fiction Signes (2002). Il a joué dans le drame romanesque It's All About Love (2003) et a prêté sa voix à Kenai dans le film d'animation Frère des ours. En 2004, il joue le rôle d’un agriculteur dans le thriller psychologique Le Village et d'un pompier de Baltimore dans le drame Piège de feu. Il a ensuite joué un second rôle dans le film dramatique historique Hôtel Rwanda (2004). 
Il a interprété le musicien Johnny Cash dans le film biographique Walk the Line (2005), aux côtés de Reese Witherspoon. Il a aussi interprété toutes les chansons de Johnny Cash dans le film et sur la bande originale qui l'accompagne. Il a remporté le Golden Globe Award du meilleur acteur - comédie musicale ou comédie, le Grammy Award de la meilleure bande originale de compilation pour Visual Media, ainsi que sa première citation à l'Oscar du meilleur acteur,. Il a été le narrateur du documentaire sur les droits des animaux Earthlings (2005). Il a retrouvé le réalisateur James Gray sur le drame policier La nuit nous appartient (2007) et a tenu le rôle principal dans le drame Reservation Road (2007) avec Mark Ruffalo. L'année suivante, il tourne son troisième film avec James Gray, Two Lovers (2008) et poursuit avec le documentaire parodique I'm Still Here (2010). Tout au long du tournage du documentaire, Phoenix a fait des apparitions publiques en gardant son personnage, donnant à beaucoup l'impression qu'il poursuivait véritablement une nouvelle carrière de rappeur. 
Phoenix joue le rôle d'un ancien combattant de la Seconde Guerre mondiale dans le film dramatique réalisé par Paul Thomas Anderson, The Master avec Philip Seymour Hoffman. Ce rôle lui vaut une Coupe Volpi et sa deuxième citation à l'Oscar du meilleur acteur,. L'année suivante, il retrouve James Gray dans le film dramatique The Immigrant, aux côtés de Marion Cotillard. Phoenix joue le rôle d'un homme qui développe une relation avec Samantha, un système d'exploitation informatique intelligent, dans Her (2013), un film de science-fiction romantique dirigé par Spike Jonze. Il retrouve ensuite Paul Thomas Anderson, qui lui fait jouer le rôle d'un enquêteur privé dans l'adaptation cinématographique du roman de Thomas Pynchon Inherent Vice (2014). Les deux rôles lui ont valu des citations pour le Golden Globe Award du meilleur acteur - comédie musicale ou comédie. En 2017, sa performance en tant que sauveur des victimes d'un trafic sexuel dans A Beautiful Day lui rapporte le prix du meilleur acteur au Festival de Cannes. 
| Année | Titre                                 | Rôle                  | Directeur                  | Notes                                                       |
| ----- | ------------------------------------- | --------------------- | -------------------------- | ----------------------------------------------------------- |
| 1985  | Kids Don't Tell                       | Frankie               | Sam O'Steen                | Crédité comme Leaf Phoenix,                                 |
| 1986  | Cap sur les étoiles (SpaceCamp)       | Max Graham            | Harry Winer                | Crédité comme Leaf Phoenix,                                 |
| 1987  | Russkies                              | Danny                 | Rick Rosenthal             | Crédité comme Leaf Phoenix,                                 |
| 1989  | Portrait craché d'une famille modèle  | Garry Buckman         | Ron Howard                 | Crédité comme Leaf Phoenix,                                 |
| 1995  | Prête à tout                          | Jimmy Emmett          | Gus Van Sant               |                                                             |
| 1997  | Les Années rebelles                   | Doug Holt             | Pat O'Connor               |                                                             |
| 1997  | U Turn                                | Toby N.Tucker         | Oliver Stone               |                                                             |
| 1998  | Loin du paradis                       | Lewis McBride         | Joseph Ruben               |                                                             |
| 1998  | Clay Pigeons                          | Clay Bidwell          | David Dobkin               |                                                             |
| 1999  | 8mm                                   | Max California        | Joel Schumacher            |                                                             |
| 2000  | The Yards                             | Willie Gutierrez      | James Gray                 |                                                             |
| 2000  | Gladiator                             | Commodus              | Ridley Scott               |                                                             |
| 2000  | Quills, la plume et le sang           | Abbé de Coulmier      | Philip Kaufman             |                                                             |
| 2001  | Buffalo Soldiers                      | Ray Elwood            | Gregor Jordan              |                                                             |
| 2002  | Signes                                | Merrill Hess          | M. Night Shyamalan         |                                                             |
| 2003  | It's All About Love                   | John                  | Thomas Vinterberg          |                                                             |
| 2003  | Frère des ours                        | Kenai                 | Aaron Blaise Robert Walker | Voice role                                                  |
| 2004  | Le Village                            | Lucius Hunt           | M. Night Shyamalan         |                                                             |
| 2004  | Hôtel Rwanda                          | Jack Daglish          | Terry George               |                                                             |
| 2004  | Piège de feu                          | Jack Morrison         | Jay Russell                |                                                             |
| 2005  | Earthlings                            | Narrator              | Shaun Monson               | Voice role Documentary film                                 |
| 2005  | Walk the Line                         | Johnny Cash           | James Mangold              |                                                             |
| 2007  | La nuit nous appartient               | Bobby Green           | James Gray                 | Also producer                                               |
| 2007  | Reservation Road                      | Ethan Learner         | Terry George               |                                                             |
| 2008  | Two Lovers                            | Leonard Kraditor      | James Gray                 |                                                             |
| 2010  | I'm Still Here                        | Himself               | Casey Affleck              | Mockumentary film Co-writer with Casey Affleck and producer |
| 2012  | The Master                            | Freddie Quell         | Paul Thomas Anderson       |                                                             |
| 2013  | The Immigrant                         | Bruno Weiss           | James Gray                 |                                                             |
| 2013  | Her                                   | Theodore Twombly      | Spike Jonze                |                                                             |
| 2014  | Inherent Vice                         | Larry "Doc" Sportello | Paul Thomas Anderson       |                                                             |
| 2015  | Irrational Man                        | Abe Lucas             | Woody Allen                |                                                             |
| 2015  | Unity                                 | Narrator              | Shaun Monson               | Voice Documentary film                                      |
| 2017  | A Beautiful Day                       | Joe                   | Lynne Ramsay               |                                                             |
| 2018  | Don't Worry, He Won't Get Far on Foot | John Callahan         | Gus Van Sant               |                                                             |
| 2018  | Mary Magdalene                        | Jesus                 | Garth Davis                |                                                             |
| 2018  | Dominion                              | Narrator              | Chris Delforce             | Voice role Documentary                                      |
| 2018  | The Sisters Brothers                  | Charlie Sisters       | Jacques Audiard            |                                                             |
| 2018  | Lou                                   | Karl                  | Clara Balzar               | Short film                                                  |
| 2019  | Joker                                 | Arthur Fleck / Joker  | Todd Phillips              |                                                             |
| 2020  | Guardians of Life                     | Surgeon               | Shaun Monson               | Court-métrage                                               |
| 2021  | C'mon C'mon                           | Johnny                | Mike Mills                 |                                                             |
| 2023  | Napoléon                              | Napoléon              | Ridley Scott               |                                                             |

| Année | Titre                           | Rôle            | Remarques                                      |
| ----- | ------------------------------- | --------------- | ---------------------------------------------- |
| 1982  | Seven Brides for Seven Brothers | Travis          | Épisode : Chanson de Noël                      |
| 1984  | The Fall Guy                    | Enfant          | Épisode : Terror U.                            |
| 1984  | ABC Afterschool Specials        | Robby Ellsworth | Épisode : À l'envers: l'énigme de la dyslexie  |
| 1984  | Hill Street Blues               | Daniel          | Épisode : La montée et la chute de Paul le mur |
| 1984  | Arabesque                       | Billy Donovan   | Épisode : On va tuer le magicien               |
| 1986  | Alfred Hitchcock présente       | Pagey Fisher    | Épisode : Une fin très heureuse                |
| 1986  | Morningstar / Eveningstar       | Doug Roberts    | 7 épisodes                                     |
| 1989  | The New Leave It to Beaver      | Kyle Cleaver    | Épisode : Le nouveau reste à Beaver            |
| 1989  | Superboy                        | Billy Hercules  | Épisode : Petit Hercule                        |